# Sextuple

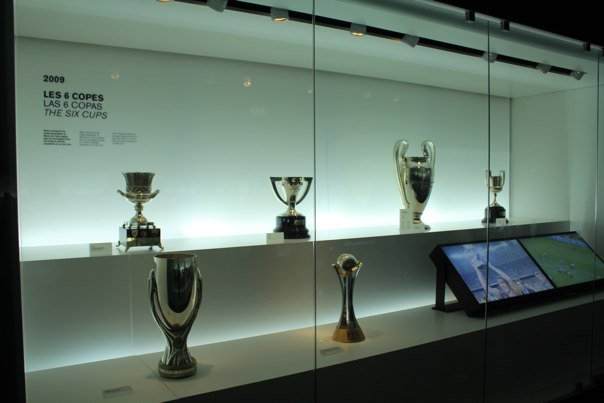
Le sei coppe vinte dal nel 2009 esposte nel museo del Camp Nou.

Sextuple è un termine calcistico inglese (in spagnolo Sextete) che indica la vittoria di sei competizioni ufficiali da parte di una squadra nell'arco di una singola stagione sportiva o di uno stesso anno solare.

## Sextuple internazionale
Il sextuple con trofei internazionali è stato realizzato dagli spagnoli del Barcellona e i tedeschi del Bayern Monaco.

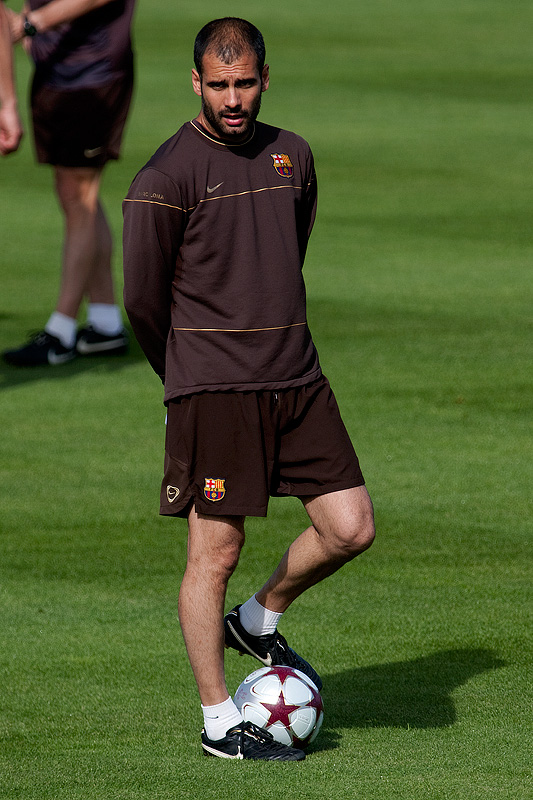
Josep Guardiola, allenatore del, che nel 2009 ha realizzato il primo sextuple internazionale della storia del calcio.

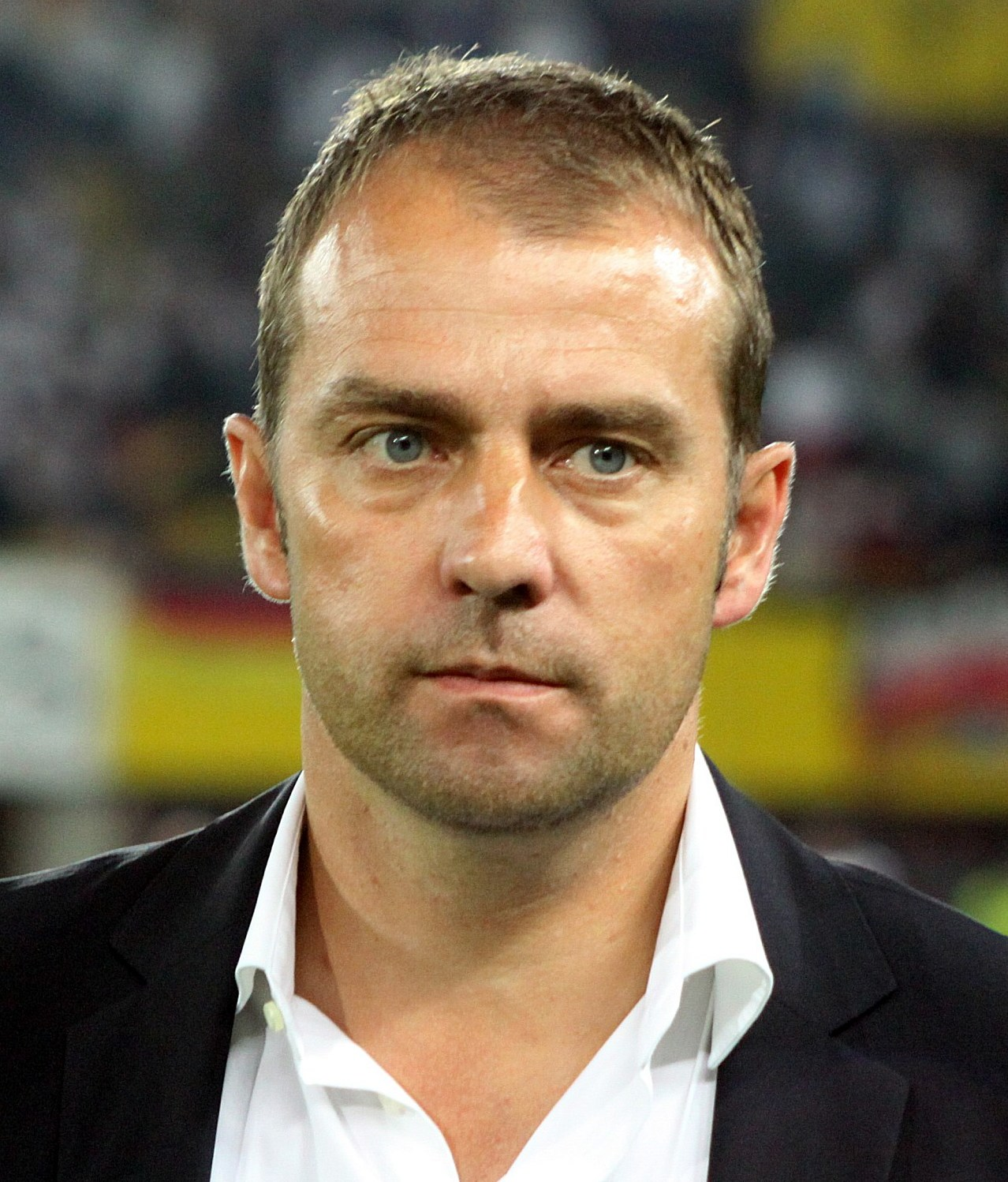
Hans-Dieter Flick, allenatore del, che nel 2020 ha realizzato il secondo sextuple internazionale.

 Barcellona ( Spagna)
| Anno | Titoli                        |
| ---- | ----------------------------- |
| 2009 | Primera División              |
| 2009 | Copa del Rey                  |
| 2009 | Supercopa de España           |
| 2009 | UEFA Champions League         |
| 2009 | Supercoppa UEFA               |
| 2009 | Coppa del mondo per club FIFA |

 Bayern Monaco ( Germania)
| Anno | Titoli                        |
| ---- | ----------------------------- |
| 2020 | Bundesliga                    |
| 2020 | DFB-Pokal                     |
| 2020 | DFL-Supercup                  |
| 2020 | UEFA Champions League         |
| 2020 | Supercoppa UEFA               |
| 2020 | Coppa del mondo per club FIFA |

## Sextuple nazionale
Il club maltese del Valletta è riuscito a vincere sei trofei ufficiali nell'arco di una singola stagione sportiva (2000-2001), ma tutti a livello nazionale.
 Valletta ( Malta)
| Stagione  | Titoli                     |
| --------- | -------------------------- |
| 2000-2001 | Premier League             |
| 2000-2001 | Tazza Maltija              |
| 2000-2001 | Supercoppa di Malta        |
| 2000-2001 | Löwenbräu Cup              |
| 2000-2001 | Super 5 Lottery Tournament |
| 2000-2001 | Malta Centenary Cup        |

## Sextuple mancati
Di seguito sono elencate le squadre che, avendo realizzato un quintuple, si sono classificate seconde nella sesta competizione ufficiale, mancando così il sextuple:
- 2010:   Inter – vince la Serie A, la Coppa Italia, la Supercoppa italiana, la UEFA Champions League e la Coppa del mondo per club FIFA, ma perde la Supercoppa UEFA contro l'Atlético Madrid.
- 2011:   Barcellona – vince la Primera División, la Supercoppa di Spagna, la UEFA Champions League, la Supercoppa UEFA e la Coppa del mondo per club FIFA, ma perde la finale della Coppa del Re contro il Real Madrid.
- 2013:   Bayern Monaco – vince la Bundesliga, la DFB-Pokal, la UEFA Champions League, la Supercoppa UEFA e la Coppa del mondo per club FIFA, ma perde la Supercoppa di Germania contro il Borussia Dortmund.
- 2015:   Barcellona – vince la Primera División, la Coppa del Re, la UEFA Champions League, la Supercoppa UEFA e la Coppa del mondo per club FIFA, ma perde la Supercoppa di Spagna contro l'Athletic Bilbao.
- 2023:   Manchester City – vince la Premier League, la FA Cup, la UEFA Champions League, la Supercoppa UEFA e la Coppa del mondo per club FIFA, ma perde la Supercoppa d'Inghilterra contro l'Arsenal.

## Sextuple nel calcio femminile
La squadra femminile dell'Arsenal Ladies è riuscita a vincere sei competizioni ufficiali nell'arco di una singola stagione sportiva (2006-2007).
Arsenal Ladies ( Inghilterra)
| Stagione  | Titoli                        |
| --------- | ----------------------------- |
| 2006-2007 | UEFA Women's Cup              |
| 2006-2007 | FA Women's Premier League     |
| 2006-2007 | FA Women's Cup                |
| 2006-2007 | FA Women's Premier League Cup |
| 2006-2007 | FA Women's Community Shield   |
| 2006-2007 | London County FA Women's Cup  |

## Oltre il sextuple
Nei paesi in cui si giocano due tornei di coppe nazionali o un torneo regionale, è teoricamente possibile vincere sette competizioni ufficiali nello stesso anno solare.
Inoltre, nei paesi in cui la federazione nazionale organizza più tornei di coppe è possibile vincere sette trofei nazionali nell'arco di una singola stagione sportiva. L'unica squadra a raggiungere questo traguardo è stata quella del Linfield in due occasioni diverse (nelle stagioni 1921-1922 e 1961-1962).
 Linfield ( Irlanda del Nord)
| Stagione  | Titoli               |
| --------- | -------------------- |
| 1921-1922 | Irish League         |
| 1921-1922 | Irish Cup            |
| 1921-1922 | County Antrim Shield |
| 1921-1922 | City Cup             |
| 1921-1922 | Gold Cup             |
| 1921-1922 | Belfast Charity Cup  |
| 1921-1922 | Alhambra Cup         |

 Linfield ( Irlanda del Nord)
| Stagione  | Titoli               |
| --------- | -------------------- |
| 1961-1962 | Irish League         |
| 1961-1962 | Irish Cup            |
| 1961-1962 | County Antrim Shield |
| 1961-1962 | City Cup             |
| 1961-1962 | Gold Cup             |
| 1961-1962 | Ulster Cup           |
| 1961-1962 | North-South Cup      |